# Till Deaf Do Us Part
Albums de Slade
We'll Bring the House Down
(1981) Slade on Stage
(1982)
Singles
1. Knuckle Sandwich Nancy
Sortie : 15 mai 1981
2. Lock Up Your Daughters
Sortie : 4 septembre 1981
3. Ruby Red
Sortie : 12 mars 1982
4. Rock and Roll Preacher (Hallelujah I'm on Fire)
Sortie : avril 1982

Till Deaf Do Us Part est le dixième album studio du groupe britannique de rock Slade. Il est sorti en 1981 sur le label RCA Records.
Son titre parodie l'expression « till death do us part », équivalent anglais de « Jusqu'à ce que la mort nous sépare », une phrase tirée du Livre de la prière commune prononcée pendant les cérémonies du mariage chrétien.

## Fiche technique

### Chansons
Toutes les chansons sont écrites et composées par Noddy Holder et Jim Lea, sauf mention contraire.
| 1. | Rock and Roll Preacher (Hallelujah I'm on Fire) | 5:45 |
| 2. | Lock Up Your Daughters                          | 3:27 |
| 3. | Till Deaf Do Us Part                            | 3:29 |
| 4. | Ruby Red                                        | 2:53 |
| 5. | She Brings Out the Devil in Me                  | 3:27 |
| 6. | A Night to Remember                             | 3:54 |

| 7.  | M'Hat M'Coat                      | Dave Hill | 1:42 |
| 8.  | It's Your Body not Your Mind      |           | 3:04 |
| 9.  | Let the Rock Roll out of Control  |           | 4:00 |
| 10. | That Was No Lady That Was My Wife |           | 2:35 |
| 11. | Knuckle Sandwich Nancy            |           | 3:14 |
| 12. | Till Deaf Resurrected             |           | 1:05 |

### Musiciens
- Noddy Holder : chant, guitare rythmique
- Dave Hill : guitare solo, chœurs
- Jim Lea : basse, claviers, chœurs
- Don Powell : batterie

### Équipe de production
- Slade : production
- Andy Miller : producteur assistant, ingénieur du son

### Classements et certifications
| Classement                    | Meilleure position |
| ----------------------------- | ------------------ |
| Royaume-Uni (UK Albums Chart) | 68                 |